# Гардар Сваварсон
Гардар Сваварсон (исл. Garðar Svavarsson, англ. 'Gardar/Garthar Svavarsson) — шведский викинг, которого считают первым скандинавом, жившим в Исландии, хотя многие утверждают, что он оставался там только на одну зиму.
Согласно «Книге о заселении Исландии» (исл. Landnámabók), Гардар владел землями в Зеландии (Дания). Во время плавания к этому острову (в 860-х) для получения наследства от отца он попал в шторм. Его корабль унесло далеко к северу, к восточному побережью Исландии. Гардар стал первым, кто обогнул остров. На берегу Дрожащего фьорда в северной части Исландии он построил дом и остался там на зиму. С тех пор это место называют Домовым заливом (Хусавик).
После возвращения путешественника домой открытую им землю стали называть Островом Гардара (Garðarshólmi). О дальнейшей судьбе Гардара ничего неизвестно. Его сын Уни перебрался в Исландию и попытался отвоевать часть земель для норвежского короля, но вскоре был убит за эту попытку местными бондами. Сын Уни, Хроар Годи Междуречья, жил в Исландии и был мужем сестры Гуннара сына Хамунда.